# Pusztacsó
Pusztacsó is een plaats (község) en gemeente in het Hongaarse comitaat Vas. Pusztacsó telt 164 inwoners (2001).